# Sveg
Sveg ( PRONÚNCIA) é uma pequena cidade da província histórica da Härjedalen, na Suécia.
Tem uma área de 2,96 quilômetros quadrados,  e uma população de 2 535 habitantes (2018).
É a capital da província da Härjedalen, e a sede do município de Härjedalen, pertencente ao condado de Jämtland.
Está situada na margem do rio Ljusnan, na proximidade do lago Svegssjön, a 180 km a sul da cidade de Östersund.
No meio da cidade há uma enorme estátua de madeira representando um urso, o animal simbólico da Härjedalen, com 13 m de altura, 210 m3 de madeira e 570 000 pregos.

## Comunicações
Sveg é atravessada pela estrada europeia E45 e pela estrada nacional 84, assim como pela Linha do Interior (Inlandsbana), e é servida pelo aeroporto de Härjedalen Sveg Airport, com ligação diária com Estocolmo.

## Economia
Sveg é um centro de serviços, com alguma indústria:  extração de carvão de turfa,  fabrico de chapas de metal, e serração.

## Educação
A cidade dispõe de uma escola superior popular – a Bäckedals folkhögskola, oferecendo a possibilidade de completar estudos da escola básica e do ginásio, e ainda cursos de artesanato para uma vida ecologicamente sustentável.

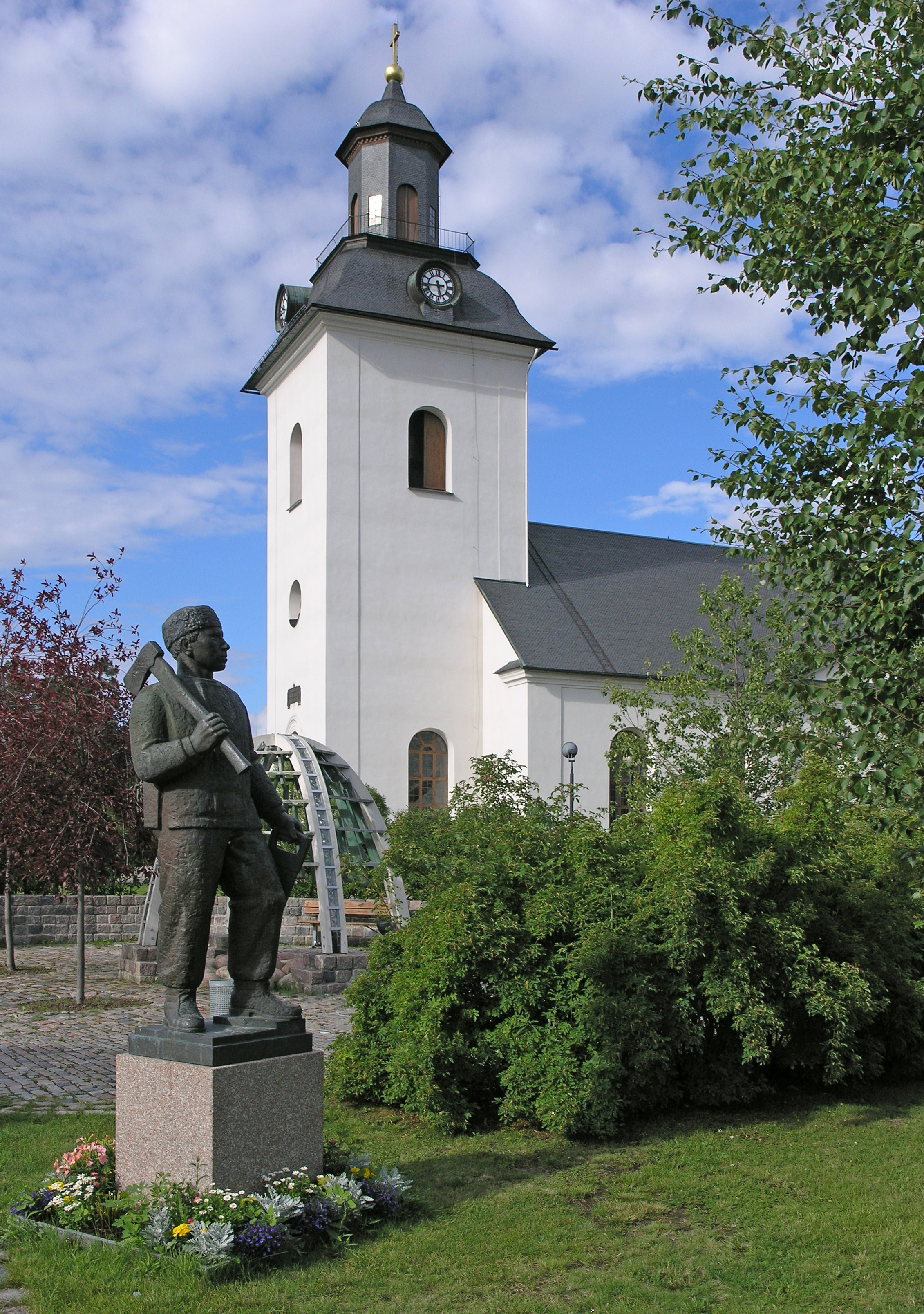
A igreja de Sveg
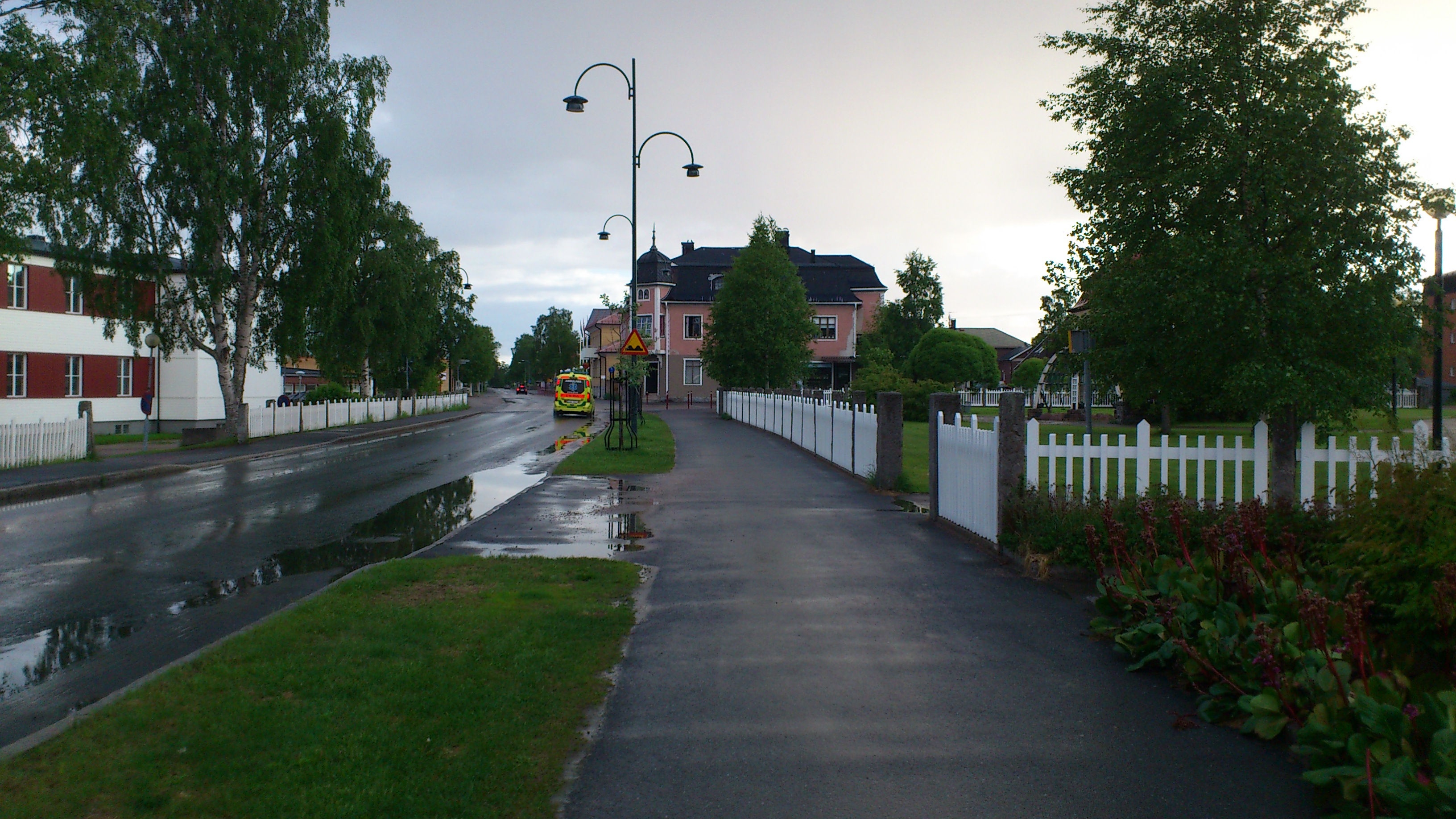
O centro da cidade